# Ешлі Берч
Ешлі Берч (Барч, англ. Ashly Burch; нар. 19 червня 1990, Фінікс) — американська акторка озвучування, співачка та сценаристка.

## Фільмографія

### Фільми / Серіали
| Рік                   | Назва                     | Роль           |
| --------------------- | ------------------------- | -------------- |
| 2017                  | Вимір 404                 | Шеннон         |
| 2015                  | Muzzled the Musical       | Малфалія       |
| 2015                  | The Strongest Man         | ІллІ           |
| 2013                  | School of Thrones         | Дені Таргарієн |
| 2013                  | Baked Goods               | Чарлі Бінкл    |
| 2012                  | Must Come Down            | Холлі          |
| 2008 — теперішній час | Hey Ash, Whatcha Playin'? | Еш             |

### Мультфільми
| Рік                   | Назва                        | Роль                                    |
| --------------------- | ---------------------------- | --------------------------------------- |
| 2017                  | Стівен Юніверс               | Близнюки Рутіли                         |
| 2017                  | OK K.O.! Let's Be Heroes     | Енід                                    |
| 2015                  | Ми звичайні ведмеді          | Додаткові голоси                        |
| 2015                  | Свиня, козел, банан, цвіркун | Ліла                                    |
| 2014                  | Chainsaw Richard             | Маленький привид                        |
| 2014                  | Blackford Manor              | Джозетт                                 |
| 2014                  | Через садовий мур            | Додаткові голоси                        |
| 2013 — теперішній час | Бі і ПаппіКет                | Касс; Цикада                            |
| 2010 — теперішній час | Час пригод                   | Брізі; Шеріл; Булочка; додаткові голоси |

### Аніме
| Рік                   | Назва                        | Роль             |
| --------------------- | ---------------------------- | ---------------- |
| 2015                  | Атака титанів: Середня школа | Саша Браус       |
| 2014                  | Space Dandy                  | Фріклес          |
| 2013 — теперішній час | Атака титанів                | Саша Браус       |
| 2011                  | Steins;Gate                  | Маюрі Сіїна      |
| 2009                  | Драконячі перлини Кай        | Додаткові голоси |

### Комп'ютерні ігри
| Рік  | Назва                                                       | Роль                                                          |
| ---- | ----------------------------------------------------------- | ------------------------------------------------------------- |
| 2018 | Life Is Strange: Before the Storm. Bonus episode «Farewell» | Хлоя Прайс                                                    |
| 2017 | Marvel's Guardians of the Galaxy: The Telltale Series       | Небула                                                        |
| 2017 | Dota 2                                                      | Dark Willow                                                   |
| 2017 | Horizon: Zero Dawn                                          | Елой; Елізабет Собек                                          |
| 2017 | Pit People                                                  | Софія; Хейлі; Вампіреса; Спайдор; додаткові голоси            |
| 2016 | World of Final Fantasy                                      | Королева Куанчо                                               |
| 2016 | Masquerada: Songs and Shadows                               | Гвинт                                                         |
| 2016 | Call of Duty: Infinite Warfare                              | Додаткові голоси                                              |
| 2016 | Minecraft: Story Mode                                       | Кессі Роуз                                                    |
| 2016 | Teenage Mutant Ninja Turtles: Mutants in Manhattan          | Эйприл О'Нил                                                  |
| 2016 | Battleborn                                                  | Оренди                                                        |
| 2016 | Lego Marvel's Avengers                                      | Мисс Марвел (Камала Хан)                                      |
| 2016 | Rise of the Tomb Raider DLC Baba Yaga: Temple of the Witch  | Надя                                                          |
| 2015 | Fallout 4                                                   | Крікет / Тіна Де Лука / Роуді                                 |
| 2015 | LEGO Jurassic World                                         | Додаткові голоси                                              |
| 2015 | Evolve                                                      | Додаткові голоси                                              |
| 2015 | Persona 4: Dancing All Night                                | Рисэ Кудзикава                                                |
| 2015 | The Magic Circle                                            | Кода Солиз                                                    |
| 2015 | Mortal Kombat X                                             | Кэсси Кейдж                                                   |
| 2015 | There Came an Echo                                          | Вэл                                                           |
| 2015 | Life is Strange                                             | Хлоя Прайс; Стелла Гілл; Тейлор Крістенсен; Сара; дивна жінка |
| 2015 | Gravity Ghost                                               | Іона; Пеппер; Соррел; додаткові голоси                        |
| 2015 | Saints Row: Gat out of Hell                                 | Кікі ДеВінтер; додаткові голоси                               |
| 2014 | Borderlands: The Pre-Sequel                                 | Крихітка Тіна; Шмідт                                          |
| 2014 | Project Spark                                               | Авалон                                                        |
| 2014 | Children of Liberty                                         | Сара                                                          |
| 2014 | Team Fortress 2                                             | Міс Полінг                                                    |
| 2014 | Persona Q: Shadow of the Labyrinth                          | Рей                                                           |
| 2013 | Saints Row IV                                               | Еш                                                            |
| 2013 | TowerFall                                                   | Last of the Order                                             |
| 2013 | Aliens: Colonial Marines                                    | Рейд                                                          |
| 2012 | Borderlands 2                                               | Крихітка Тіна; Бич                                            |
| 2012 | Awesomenauts                                                | Айла                                                          |
| 2025 | Date Everything!                                            |                                                               |

## Нагороди
| Рік  | Нагорода                                 | Категорія                            | Гра               | Результат | Посилання |
| ---- | ---------------------------------------- | ------------------------------------ | ----------------- | --------- | --------- |
| 2015 | Golden Joystick Award                    | Акторська гра року.                  | Life is Strange   | Перемога  | [ 2 ]     |
| 2015 | British Academy Games Awards             | Найкраща акторська гра.              | Life is Strange   | Номінація |           |
| 2016 | Primetime Emmy Awards                    | Видатна коротка анімаційна програма. | Час пригод        | Номінація |           |
| 2017 | Primetime Emmy Awards                    | Видатна коротка анімаційна програма. | Час пригод        | Перемога  | [ 3 ]     |
| 2017 | Golden Joystick Award                    | Найкраща акторська гра.              | Horizon Zero Dawn | Перемога  | [ 4 ]     |
| 2017 | Golden Joystick Award                    | Проривна акторська гра.              | Horizon Zero Dawn | Перемога  | [ 4 ]     |
| 2017 | The Game Awards                          | Найкраща акторська гра.              | Horizon Zero Dawn | Номінація |           |
| 2018 | PlayStation.Blog Game of the Year Awards | Найкраща акторська гра.              | Horizon Zero Dawn | Перемога  | [ 5 ]     |
| 2018 | British Academy Games Awards             | Найкраща акторська гра.              | Horizon Zero Dawn | Номінація | [ 6 ]     |